# Жамбил (Катон-Карагайський район)
Жамби́л (каз. Жамбыл) — село у складі Катон-Карагайського району Східноказахстанської області Казахстану. Адміністративний центр Жамбильського сільського округу.
Населення — 288 осіб (2021; 534 у 2009, 847 у 1999, 794 у 1989).
Національний склад станом на 1989 рік:
- казахи — 100 %

Станом на 1989 рік село називалось Джамбул.